# Volby do rakouského Říšského sněmu 1848
Parlamentní volby do rakouského Říšského sněmu se konaly v červnu 1848 jako první celostátní volby v Rakouském císařství, fakticky ovšem proběhly jen v předlitavské části monarchie (tedy bez Uherska). Byli jimi zvolení poslanci ústavodárného Říšského sněmu.
O konání voleb bylo rozhodnuto v dubnové ústavě, schválené 25. dubna císařem Ferdinandem I. Dobrotivým. Volby probíhaly po celou dobu června v různých termínech pro jednotlivé volební okrsky tehdejší monarchie. Ústavodárný sněm se po svém zvolení poprvé sešel 22. července ve Vídni, později bylo však rozhodnuto o jeho přesunutí do Kroměříže. Tento sněm bývá proto díky svému sídlu nazýván Kroměřížský sněm.